# Vue (Loire-Atlantique)
Vue is een gemeente in het Franse departement Loire-Atlantique (regio Pays de la Loire). De gemeente telde 1.716 inwoners op 1 januari 2022.

## Geografie
De oppervlakte van Vue bedroeg op 1 januari 2022 19,51 vierkante kilometer; de bevolkingsdichtheid was toen 88 inwoners per km².

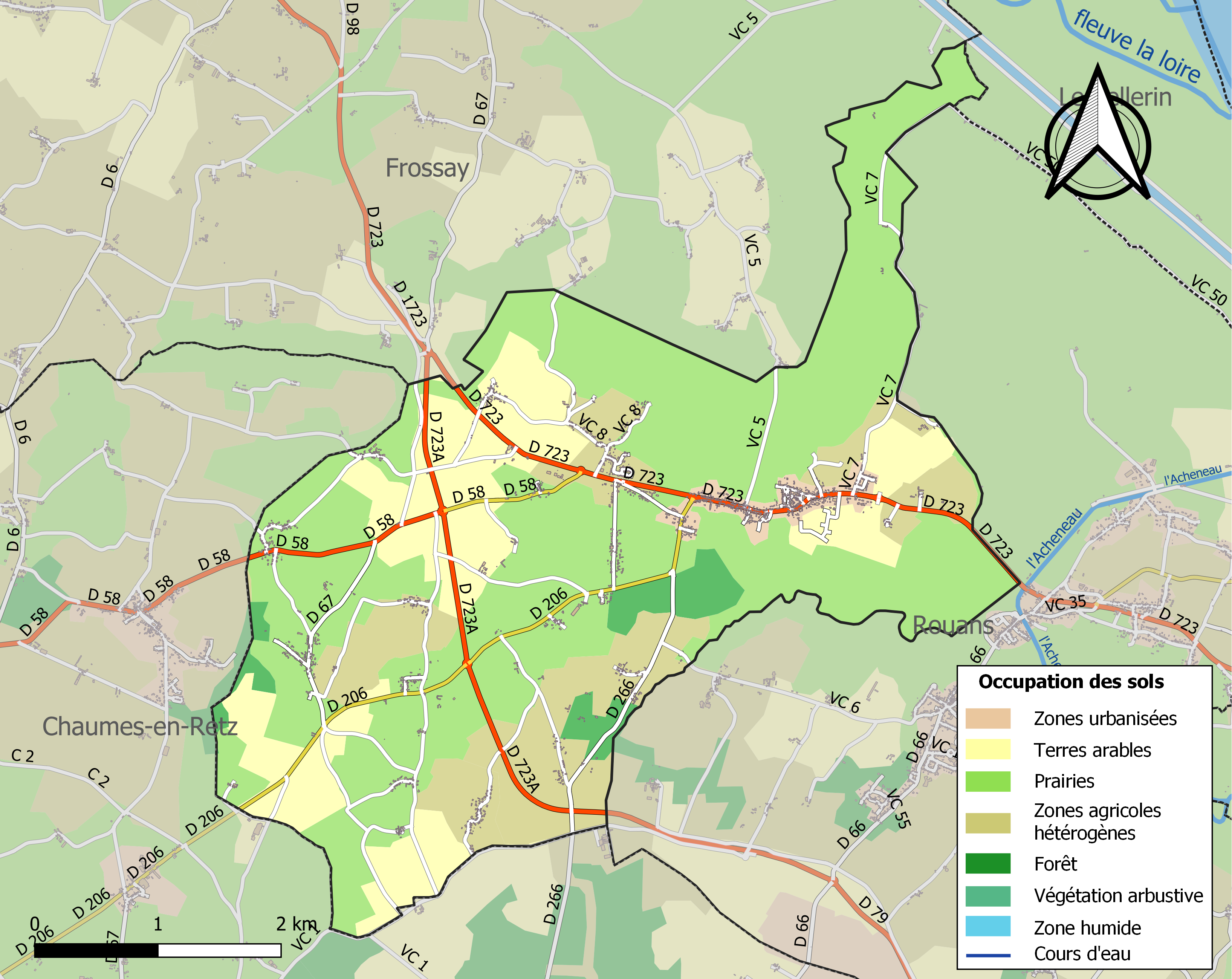
Kaart van de gemeente met de belangrijkste infrastructuur,bodemgebruik en omliggende gemeenten

## Demografie
Onderstaande figuur toont het verloop van het inwonertal (bron: INSEE-tellingen).

## Afbeeldingen

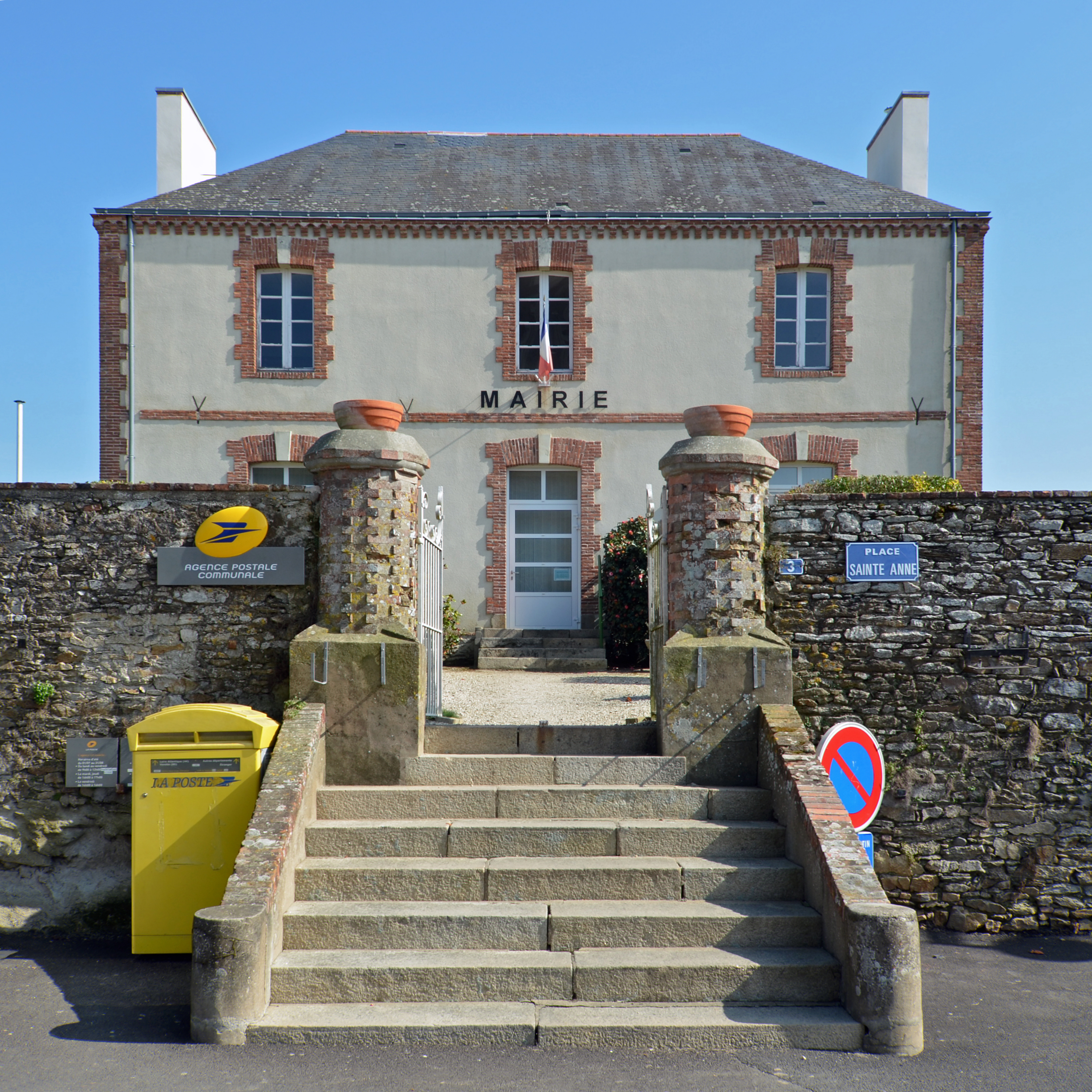
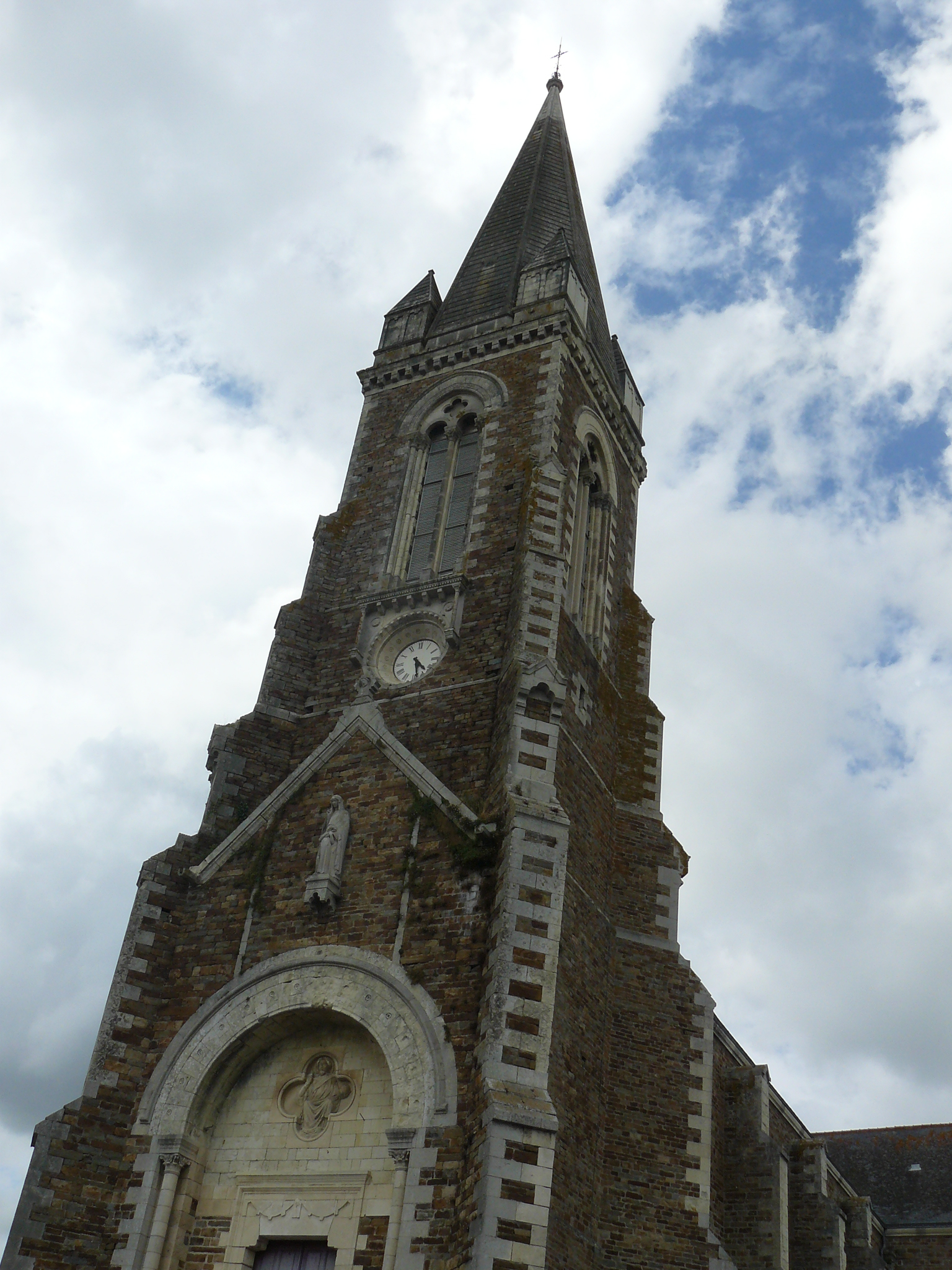